# 関口宏の人生の詩
『関口宏の人生の詩』（せきぐちひろしのじんせいのうた）は、BS-TBSで毎週日曜22時から22時54分に放送されていたトーク番組で、関口宏の冠番組でもある。字幕放送。
2018年10月6日から2019年10月5日まで放送した『 - 人生の詩II』についても記述する。 

## 概要
毎回、俳優・司会者の関口宏が、各界で活躍する有名人が人生で成功を得るまでの様々な苦悩や人・ものとの出会い、そしてゲストの人生の中で戒めや励ましとなった様々な出来事を、ゲストのアルバムを紐解ぎながら振り返り、今を生きる人たちへの糧となる話を展開するものである。
収録場所は都内の南麻布にある西洋館で行っている。

## 歴代の放送時間
- 2014年度　水曜22:00 - 22:54
- 2015年度　日曜22:00 - 22:54
- 2018年10月6日 - 2019年10月5日　土曜12:00 - 12:54　　※2018年12月8日放送分から字幕放送実施

## 出演者

### 司会（インタビュアー）
- 関口宏

### ナレーター
- 屋良有作（第1期）
- 堀井美香（TBSアナウンサー）（第2期）

### ゲスト

#### 関口宏の人生の詩
1. 草笛光子
2. なかにし礼
3. 三浦雄一郎
4. 加藤茶
5. 天野篤
6. 鎌田實
7. 有森裕子
8. 萩本欽一
9. 山本寛斎
10. 中尾彬
11. 加藤登紀子
12. 姜尚中
13. 由紀さおり
14. きたやまおさむ
15. 具志堅用高
16. 田部井淳子
17. 森山良子
18. 張本勲
19. 小椋佳
20. 佐々木則夫
21. 澤地久枝
22. 木村秋則
23. 大林宣彦
24. 桂歌丸
25. 菅原文太
26. 道場六三郎
27. 五月みどり
28. 中村メイコ
29. 篠山紀信
30. 綾戸智恵
31. Mr.マリック
32. 髙田明
33. 田原総一朗
34. 桂文枝
35. 戸田奈津子
36. 星野仙一
37. 和泉雅子
38. 崔洋一
39. 吉田類
40. 福本清三
41. 辰巳芳子
42. コシノジュンコ
43. 寺尾聰
44. 鈴木亜久里
45. 毒蝮三太夫
46. 桂由美
47. 林家木久扇
48. 梶芽衣子
49. 北の富士勝昭
50. 服部克久
51. セルジオ越後
52. 大橋巨泉
53. 前田吟
54. 近石真介
55. 金子兜太
56. 高橋尚子
57. 上村愛子
58. 高石ともや
59. 宇崎竜童
60. マギー司郎
61. 伊藤みどり
62. 蛭子能収
63. 北澤豪
64. ジェームス三木・海老名香葉子
65. 斉藤りえ
66. 加賀まりこ
67. 船村徹
68. 北野大
69. 石井ふく子
70. 内田裕也
71. 市毛良枝
72. 小室等
73. 北原照久
74. 野村克也
75. 山本陽子
76. 村田吉弘
77. 堀江貴文
78. 片岡鶴太郎
79. 八代亜紀
80. 米村でんじろう
81. 井村雅代
82. 湯川れい子
83. 山下泰裕
84. 天童よしみ
85. 中村雅俊
86. 岡田茉莉子
87. 山田邦子
88. むのたけじ
89. 美輪明宏
90. 山本昌
91. 釜本邦茂
92. 中丸三千繪
93. 小山明子
94. 近藤正臣
95. 赤井英和
96. 桃井かおり
97. 浜口京子
98. 内海桂子
99. 山本晋也
100. 岩下志麻
101. ピーコ
102. 梅沢富美男
103. 九重親方
104. 笹野高史
105. コロッケ
106. 坂本冬美
107. 松崎しげる
108. 池上季実子
109. 小林幸子
110. 宮城まり子
111. 風間トオル
112. 中尾ミエ
113. 中畑清
114. 坂上忍
115. 吉幾三
116. 柳田邦男
117. 二葉百合子

#### 関口宏の人生の詩II
1. 小泉純一郎
2. 同上
3. 小林亜星
4. 藤城清治
5. 金田正一
6. 松本隆
7. 鈴木登紀子
8. 玉村豊男
9. フジコ・ヘミング
10. 山極壽一
11. 笹本恒子
12. 中村桂子
13. 横尾忠則
14. 堀江謙一
15. 宇津木妙子
16. 五木寛之
17. 保阪正康
18. 明石康
19. 月尾嘉男
20. 山本一力
21. 中村征夫
22. 佐藤信夫
23. 織作峰子
24. フランソワーズ・モレシャン
25. 田沼武能
26. 永山久夫
27. ボニージャックス
28. 木村大作
29. 奈良岡朋子
30. 大泉逸郎
31. 奈良橋陽子
32. 岩崎究香
33. 野上照代
34. 大宅映子
35. 中村哲
36. 安藤忠雄
37. 亀渕昭信
38. 坂東元
39. 三宅義信
40. ファイティング原田
41. 北村英治
42. 堀威夫
43. 立木義浩
44. 神津善行
45. 有馬稲子
46. 山崎拓
47. 養老孟司
48. 岩合光昭
49. 香川京子

## スタッフ
- ナレーター：屋良有作（第1期）→ 堀井美香（TBSアナウンサー・第2期）
- 構成：川上伸一、武田 隆、若林淑子
- 撮影：佐々木淳至（毎週）、今野克裕、高橋一博、福島一憲、野澤純平、長谷川 司（佐々木以外は週替わり）
- 照明：鳥居宏行
- 音声：山本 賢
- 編集：石川浩通、西村隆介、斎田秀幸（週替わり）
- MA：田邊雅之、清水伸行（週替わり）
- 音効：大内藤夫
- 美術プロデューサー：西條 実
- 美術制作：五十川弘一
- AD：東出惇弥、上田祐子、宮沢志歩、吉田寛子、大石詩穂子、山本早紀、出嶋一樹（週替わり）
- ディレクター：世良史朗、杉山貴久、阿部義彦、相田茂雄、松坂世大（週替わり）
- AP：世良田光
- プロデューサー：後藤史郎、別部時彦
- チーフプロデューサー：吉田啓良
- 制作協力：TBSスパークル（旧：TBSビジョン）
- 製作著作：BS-TBS